# Xu Xiaoxi
Xu Xiaoxi (xinès simplificat: 徐小溪, Chengdu, Sichuan, Xina, 18 de novembre de 1981) és un director de cinema i guionista xinès. Pertany a una generació de directors cineastes asiàtics que estudien i reben influències a través d'experiències en països occidentals. Des de 2010 codirigeix totes les seves pel·lícules al costat de l'espanyol Roberto F. Canó, amb qui va fundar la productora “Almost Red Productions ”.

## Trajectòria
Xu Xiaoxi va néixer en Chengdu, Sichuan, Xina. Va rebre influències audiovisuals des de la infància, ja que el seu pare era cinematògraf en aquells temps. Amb 8 anya, el seu pare Li va regalar una càmera de vídeo, a partir de llavors va començar a inventar històries i gravar-les amb els seus amics. En acabar els seus estudis, es va traslladar a Sud-àfrica per llicenciar-se en Belles arts en la “Nelson Mandela Metropolitan University” de Port Elizabeth. Xiaoxi va estudiar dibuix, pintura, fotografia i video art. En el seu projecte de finalització de carrera “The Fluxus of ID, un homenatge a Maya Daren”, va usar imatges de vídeo per expressar la percepció de la identitat cultural en un món globalitzat. El 2006 va rebre la seva llicenciatura.
Xiaoxi es matricula el 2008 en un Master en Adreça de Cinema (MFA) a l'Escola de Cinema de Nova York, a la seva seu dels Estudis Universal (Hollywood). Va dirigir diversos curtmetratges en format cel·luloide i digital i va col·labora en molts altres, principalment com a Director de fotografia (el més notori va ser Toto Forever, sent nominat per la seva Escola en els “Kodak Cinematography Scholarship Awards”. Es va graduar en 2009 amb el llargmetratge Desire Street, codirigit amb Roberto F. Canó.
A partir del 2009 les seves pel·lícules es van començar a reproduir al circuit de festivals de cinema. Els seus dos projectes de graduació es van convertir en les pel·lícules més notòries: Mei Mei i Desire Street] Aquesta última rebria premis a Millor Pel·lícula en el "9o Festival de Cinema Asturià" (Espanya) i Esment Especial a Millor Pel·lícula en el "Festival Internacional de Cinema Mix Mèxic", 2011.
Andrea Centazzo va treballar les partitures de totes les seves pel·lícules.
De tornada a la Xina, Xu Xiaoxi i Roberto F. Canó van fundar la seva pròpia productora, “Almost Red Productions”, on convinen els projectes narratius de ficció amb treballs de publicitat. El 2013 van estrenar el curtmetratge de producció xinesa i espanyola “Ni Jing: No Robaràs”, aconseguint el premi a la Millor Pel·lícula (Festival Internacional de Cinema de Saginaw Riverside, Michigan, EE.UU.), Millor Actriu -Sherry Xia Ruihong- i Segon Premi a Curtmetratge (Festival de Cinema Asturià, Espanya), juntament amb altres nominacions i projeccions internacionals. “Almost Red Productions”, entre altres treballs, col·labora amb organitzacions sense ànim de lucre, com “Concentric Círcles”, companyia que intenta millorar el sistema de salut en zones rurals necessitades de la Xina.
L'agost del 2014, el Museu d'Art Contemporani A4 de Sichuan (Xina) va dedicar una exposició als dos directors, Xu Xiaoxi i Roberto F. Canó, titulada ID/EGO. S'hi van exhibir per primera vegada a la Xina diverses de les seves obres juntament amb material dels rodatges, fotos i videos amb la música de les seves pel·lícules. Va resultar un gran èxit de públic.